# Paralimnichus punctatus
Paralimnichus punctatus är en skalbaggsart som först beskrevs av Maurice Pic 1923.  Paralimnichus punctatus ingår i släktet Paralimnichus och familjen lerstrandbaggar. Inga underarter finns listade i Catalogue of Life.